# Annual Review of Immunology
Annual Review of Immunology, abgekürzt Annu. Rev. Immunol., ist eine jährlich erscheinende Fachzeitschrift, die Übersichtsartikel veröffentlicht. Die Erstausgabe erschien im April 1983. Die Zeitschrift veröffentlicht Artikel aus allen Bereichen der Immunologie.
Der Impact Factor des Journals lag im Jahr 2014 bei 39,327. Nach der Statistik des ISI Web of Knowledge wird das Journal mit diesem Impact Factor in der Kategorie Immunologie an erster Stelle von 148 Zeitschriften geführt.
Herausgeber sind Daniel R. Littman (New York University, USA) und Wayne M. Yokoyama (Washington University, St. Louis, USA).